# William Golding
William Gerald Golding (19. září 1911 Newquay, Cornwall – 19. června 1993 Perranarworthal, Cornwall) byl anglický spisovatel, básník, esejista a dramatik, oceněný Nobelovou cenou (1983).

## Počátek života
Golding se narodil v St. Columb Minor, vesnici poblíž Newquay v Cornwallu. Začal psát již ve svých sedmi letech. O jeho cornwallském původu se zřídkakdy mluví, nicméně jako mladík se učil kornsky. Jeho otec byl místním učitelem a intelektuálem s radikálním politickým přesvědčením a silnou vírou ve vědu. S rodinou se přestěhovali do Marlborough, kde navštěvoval gymnázium. Později (1930) na Oxfordské univerzitě začal studoval přírodní vědy, ale po dvou letech přestoupil na angličtinu. Jeho první kniha, sbírka básní, spatřila světlo světa rok předtím, než získal bakalářský titul.
V roce 1939 se oženil s Ann Brookfieldovou, analytickou chemičkou. V Salisbury se stal učitelem angličtiny a filosofie na Bishop Wordsworth's School. Během druhé světové války sloužil u královského loďstva, a pomohl tak k potopení německé nejmocnější bitevní lodě Bismarck. Účastnil se vylodění v Normandii a na konci války se mohl vrátit k psaní a vyučování.
V roce 1961 mu jeho úspěšné knihy dovolily opustit učitelský post a strávit rok psaním na Hollins College ve Virginii. Později se stal spisovatelem z povolání. Stejně jako James Lovelock žil ve Wiltshiru a když Lovelock vysvětloval svoji teorii, Golding navrhl nazývat ji Gaia podle řecké bohyně země.

## Beletrie
Goldingova alegorická beletrie často používá narážek na klasickou literaturu, mytologii a křesťanskou symboliku. Ačkoli žádné konkrétní vlákno nespojuje jeho romány a jeho technika se mění, Golding se principiálně vypořádává se zlem, čímž vzniká druh temného optimismu. Goldingův první román Pán much (1954, zfilmováno) představuje jedno z opakujících se témat v jeho románech – konflikt mezi lidským přirozeným barbarstvím a civilizujícím vlivem rozumu. Dědicové (1955) zasahuje do prehistorického období a rozvíjí tezi o evolučních předcích lidstva, vítězících nad jemnější rasou jak násilím a lstí, tak přirozenou nadřazeností. Ve Ztroskotání Christophera Martina (1956) a Free Fall (1959) Golding zkoumá základní problémy existence, jako přežití a lidská svoboda, pomocí snových vyprávění a retrospektiv. Věž (1964) je alegorií týkající se hrdinova posedlého předurčení postavit obrovskou věž katedrály bez ohledu na následky. Pozdější Goldingovy romány už nedosáhly takového uznání, jako se to zdařilo těm z počátků jeho tvorby. Patří sem Darkness Visible (1979) a historická námořní trilogie Rites of Passage (1981), Close Quarters (1987), a Fire Down Below (1989).

## Pozdější život
V roce 1988 mu královna Alžběta II. udělila čestný rytířský řád.
William Golding zemřel ve svém domově v Perranarworthal, poblíž Trura, Cornwall 19. června 1993 a byl pohřben na kostelním hřbitově v Bowerchalke, Wiltshire v Anglii.

## Důležitá díla
- Poems (Básně, 1934)
- Lord of Flies (Pán much, 1954)
- The Inheritors (Dědicové, 1955)
- Ztroskotání Christophera Martina (Pincher Martin,1956)
- The Brass Butterfly (Měděný motýl, 1958) - divadelní hra
- Free-fall (Volný pád) (1959)
- Věž (The Spire) (1964)
- The Hot Gates (1965)
- The Scorpion God (1971)
- Rituály přechodu (Booker Prize 1980)
- A Moving Target (1982)
- The Paper Men (1984)
- An Egyptian Journal (1985)
- trilogie To The Ends of the Earth – Rites of Passage (1980), Close Quarters (1987), and Fire Down Below (Požár v podpalubí) (1989)